# Кашина, Зинаида Ивановна
Зинаи́да Ива́новна Ка́шина (1 октября 1919, Русская Сарда, Уржумский уезд, Вятская губерния — 2 декабря 2007, Йошкар-Ола, Марий Эл) — советский партийно-государственный работник, педагог. Заместитель Председателя Верховного Совета Марийской АССР (1951—1955), заместитель председателя, секретарь Президиума Верховного Совета МАССР (1963—1967, 1967—1975). Делегат XXII съезда КПСС (1961). Член ВКП(б).

## Биография
Родилась 1 октября 1919 года в д. Русская Сарда ныне Мари-Турекского района Марий Эл в крестьянской семье. В 1938 году окончила Мари-Биляморское педагогическое училище. В 1938 году начала педагогическую деятельность заведующей начальной школой в д. Нижнекрупино Косолаповского района Марийской АССР, затем работала учителем, директором Косолаповской средней школы.
С 1944 года в Косолаповском райкоме ВКП(б): пропагандист, секретарь, второй секретарь. В 1949 году окончила Горьковскую областную партийную школу. С 1957 года работала в партийно-советских органах Медведевского района Марийской АССР: секретарь райкома КПСС, в 1959—1967 годах — председатель райисполкома, в 1962 году — первый секретарь райкома партии. В годы её деятельности на посту руководителя района были образованы новые совхозы: «Семёновский», «Азановский», скотооткормочный «Большевик», завезены коровы чёрно-пестрой породы из Прибалтики и Голландии. В 1957 году окончила Высшую партийную школу при ЦК КПСС
В 1967—1975 годах исполняла обязанности секретаря Президиума Верховного Совета Марийской АССР. Избиралась депутатом Верховного Совета МАССР (в 1951—1955 годах — заместитель председателя Верховного Совета МАССР, в 1963—1967 годах — заместитель председателя Президиума Верховного Совета МАССР). Была делегатом XXII съезда КПСС (1961).
Награждена орденом Трудового Красного Знамени, двумя орденами «Знак Почёта», медалями «За доблестный труд в Великой Отечественной войне 1941—1945 гг.», «За трудовую доблесть», «Ветеран труда», медалями к юбилеям Победы и т. д.
Ушла из жизни 2 декабря 2007 года в г. Йошкар-Оле.

## Награды
- Орден Трудового Красного Знамени (1965)[1]
- Орден «Знак Почёта» (1960, 1971)[1]
- Медаль «За доблестный труд в Великой Отечественной войне 1941—1945 гг.»[3]
- Медаль «За трудовую доблесть» (1951)[1]
- Медаль «За трудовое отличие» (1952)[1]
- Медаль «Ветеран труда»[3]
- Медаль «За отвагу на пожаре» (1974)[1]
- Почётная грамота Президиума Верховного Совета Марийской АССР (1946)[1]